# Nemapogon agenjoi
Nemapogon agenjoi is een vlinder uit de familie echte motten (Tineidae). De wetenschappelijke naam is voor het eerst geldig gepubliceerd in 1959 door Petersen.
De soort komt voor in Europa.